# Martina Zanoli
Martina Zanoli (Treviglio, 27 febbraio 2002) è una calciatrice italiana, difensore della Lazio, in prestito dalla Fiorentina.

## Carriera

### Club
Martina Zanoli si appassiona al calcio già dalla giovanissima età e, dopo aver giocato con i maschietti nelle formazioni miste del G.S Marigolda di Curno dall'età di sei anni, raggiunti i limiti d'età decide di tesserarsi con il Mozzanica, avendo così l'opportunità di continuare la carriera in una squadra completamente femminile. Grazie alla partnership con l'Atalanta maschile indossa inizialmente la maglia della squadra nerazzurra nella categoria esordienti, per tornare al Mozzanica facendo la trafila delle giovanili fino alla formazione che partecipa al Campionato Primavera. Le prestazioni espresse nei campionati giovanili convincono la società a inserirla in rosa nella prima squadra dalla stagione 2018-2019, facendo il suo debutto in Serie A il 29 settembre 2019, alla 2ª giornata di campionato, nell'incontro perso 2-0 in trasferta con il Sassuolo. Il tecnico Michele Ardito impiega Zanoli solo in campionato, collezionando in tutto 6 presenze, condividendo con le compagne al termine della stagione il sesto posto in Serie A e la conseguente agevolissima salvezza.
Tuttavia, in seguito al termine della collaborazione con l'Atalanta, nell'estate 2019 il Mozzanica decide di non iscriversi alla Serie A, svincolando di conseguenza le proprie tesserate. Durante la sessione di calciomercato Zanoli trova un accordo con l'Orobica,squadra che pur essendo stata appena retrocessa, grazie alla defezione del Mozzanica ottiene il ripescaggio nella massima serie a completamento organico.
Con la nuova squadra debutta fin dalla 1ª giornata di campionato, pareggio casalingo per 1-1 con le avversarie del Tavagnacco, condividendo con le compagne la difficile prima parte della stagione che vede la squadra bergamasca rimanere all'ultimo posto in classifica, così come in Coppa Italia viene eliminata agli ottavi di finale, nella prima e unica partita disputata nel torneo. Durante il campionato Zanoli sigla la sua prima rete in Serie A, quella che il 23 novembre 2019, alla 7ª giornata, apre le marcature nella partita casalinga con le baresi del Pink Sport Time, incontro poi perso 3-1.
Il 31 luglio 2020 la Fiorentina ha annunciato di avere acquisito i diritti alle prestazioni sportive della calciatrice. A disposizione del tecnico Antonio Cincotta, viene impiegata fin dalla sua prima partita in maglia viola della stagione, il 22 agosto, alla 1ª giornata di campionato, nell'incontro casalingo allo stadio Artemio Franchi vinto sull'Inter per 4-0. In quella stessa stagione debutta anche in UEFA Women's Champions League, nell'incontro di andata dei sedicesimi di finale della stagione 2020-2021 pareggiato, sempre all'Artemio Franchi, per 2-2 con le ceche dello Slavia Praga, e giocando le tre seguenti partite del torneo, condividendo con le compagne il passaggio agli ottavi di finale dove la sua squadra viene pesantemente travolta dalle inglesi del Manchester City che eliminano la Fiorentina dal torneo. Altro debutto assoluto è quello della Supercoppa 2020, da quell'edizione con un inedito formato a quattro squadre, giocando sia la semifinale vinta 2-1 con il Milan che la finale persa 2-0 con la Juventus.
La stagione successiva si rivela molto travagliata per Zanoli: nel mese di settembre, durante il match esterno contro la Lazio, subisce un grave infortunio (trauma distorsivo al ginocchio destro con lesione del legamento crociato anteriore). Ritornerà a disposizione di Patrizia Panico solo all'ultima giornata, in occasione del Derby contro l'Empoli (vinto dalle Viola per 6-0), dove fornirà anche un assist a Valentina Giacinti. Ancora a disposizione di Panico nella prima parte della stagione 2022-2023, il tecnico non la impiega in nessuna delle sole tre partite di campionato dove sedeva in panchina, e a gennaio 2023 viene comunicato il suo trasferimento in prestito al Como fino al 30 giugno di quell'anno.
Il 28 gennaio del 2024 ritorna in prestito al Como, sempre in Serie A.
Il 1º agosto dello stesso anno viene ceduta in prestito alla Lazio, neopromossa in Serie A.

### Nazionale
Zanoli viene convocata per la prima volta dalla Federazione Italiana Giuoco Calcio (FIGC) a inizio 2019, chiamata dal tecnico Nazzarena Grilli indossare la maglia della nazionale under 17 che disputa la fase élite delle qualificazioni al campionato europeo di Bulgaria 2019. Debutta nel torneo il 24 marzo di quell'anno, nel secondo incontro del gruppo 6 vinto per 2-0 sulle pari età della Slovenia. Gioca anche la successiva partita con la Danimarca, che supera l'Italia con un netto 5-0, che assieme alla sconfitta per 2-1 con l'Islanda la classifica all'ultimo posto fallendo con le compagne l'accesso fase finale.
Quello stesso anno Enrico Sbardella, responsabile tecnico della formazione under 19, la convoca in occasione delle qualificazioni all'Europeo di Georgia 2020. Zanoli disputa tutte le tre partite della prima fase, dove la sua nazionale, vincendo due incontri su tre, riesce ad ottenere il passaggio del turno.
Nel 2021 arriva anche la priva convocazione in nazionale maggiore, chiamata dal commissario tecnico Milena Bertolini in occasione dell'ultima partita del gruppo B valida per la qualificazione all'Europeo di Inghilterra 2022, inserita in rosa per l'indisponibilità di Alia Guagni. Il 24 febbraio, pur senza essere impiegata, a fine incontro festeggia con le compagne l'accesso diretto alla fase finale dell'Europeo.

## Statistiche

### Presenze e reti nei club
Statistiche aggiornate al 22 marzo 2025.
| Stagione          | Squadra           | Campionato        | Campionato | Campionato | Coppe nazionali | Coppe nazionali | Coppe nazionali | Coppe internazionali | Coppe internazionali | Coppe internazionali | Altre coppe | Altre coppe | Altre coppe | Totale | Totale |
| Stagione          | Squadra           | Comp              | Pres       | Reti       | Comp            | Pres            | Reti            | Comp                 | Pres                 | Reti                 | Comp        | Pres        | Reti        | Pres   | Reti   |
| ----------------- | ----------------- | ----------------- | ---------- | ---------- | --------------- | --------------- | --------------- | -------------------- | -------------------- | -------------------- | ----------- | ----------- | ----------- | ------ | ------ |
| 2018-2019         | Mozzanica         | A                 | 6          | 0          | CI              | 0               | 0               | -                    | -                    | -                    | -           | -           | -           | 6      | 0      |
| 2019-2020         | Orobica           | A                 | 16         | 1          | CI              | 1               | 0               | -                    | -                    | -                    | -           | -           | -           | 17     | 1      |
| 2020-2021         | Fiorentina        | A                 | 21         | 2          | CI              | 4               | 0               | UWCL                 | 4                    | 0                    | SI          | 2           | 0           | 31     | 2      |
| 2021-2022         | Fiorentina        | A                 | 5          | 0          | CI              | -               | -               |                      | -                    | -                    |             | -           | -           | 5      | 0      |
| 2022-gen. 2023    | Fiorentina        | A                 | 0          | 0          | CI              | 2               | 0               |                      | -                    | -                    |             | -           | -           | 2      | 0      |
| gen.-giu 2023     | Como              | A                 | 12         | 0          | CI              | -               | -               |                      | -                    | -                    |             | -           | -           | 12     | 0      |
| 2023-gen. 2024    | Fiorentina        | A                 | 2          | 0          | CI              | 1               | 0               |                      | -                    | -                    |             | -           | -           | 3      | 0      |
| Totale Fiorentina | Totale Fiorentina | Totale Fiorentina | 28         | 2          |                 | 7               | 0               |                      | 4                    | 0                    |             | 2           | 0           | 41     | 2      |
| gen.-giu 2024     | Como              | A                 | 11         | 0          | CI              | -               | -               |                      | -                    | -                    |             | -           | -           | 11     | 0      |
| Totale Como       | Totale Como       | Totale Como       | 23         | 0          |                 | 0               | 0               |                      | -                    | -                    |             | -           | -           | 23     | 0      |
| 2024-2025         | Lazio             | A                 | 21         | 0          | CI              | 4               | 0               |                      | -                    | -                    |             | -           | -           | 25     | 0      |
| Totale carriera   | Totale carriera   | Totale carriera   | 94         | 3          |                 | 12              | 0               |                      | 4                    | 0                    |             | 2           | 0           | 112    | 3      |

### Cronologia presenze e reti in nazionale
| Cronologia completa delle presenze e delle reti in nazionale ― Italia under 19 | Cronologia completa delle presenze e delle reti in nazionale ― Italia under 19 | Cronologia completa delle presenze e delle reti in nazionale ― Italia under 19 | Cronologia completa delle presenze e delle reti in nazionale ― Italia under 19 | Cronologia completa delle presenze e delle reti in nazionale ― Italia under 19 | Cronologia completa delle presenze e delle reti in nazionale ― Italia under 19 | Cronologia completa delle presenze e delle reti in nazionale ― Italia under 19 | Cronologia completa delle presenze e delle reti in nazionale ― Italia under 19 |
| Data                                                                           | Città                                                                          | In casa                                                                        | Risultato                                                                      | Ospiti                                                                         | Competizione                                                                   | Reti                                                                           | Note                                                                           |
| ------------------------------------------------------------------------------ | ------------------------------------------------------------------------------ | ------------------------------------------------------------------------------ | ------------------------------------------------------------------------------ | ------------------------------------------------------------------------------ | ------------------------------------------------------------------------------ | ------------------------------------------------------------------------------ | ------------------------------------------------------------------------------ |
| 2-10-2019                                                                      | Siena                                                                          | Italia under 19                                                                | 5 – 0                                                                          | Estonia under 19                                                               | Qual. Europeo under 19 2020                                                    | -                                                                              | 62’                                                                            |
| 5-10-2019                                                                      | Siena                                                                          | Italia under 19                                                                | 3 – 1                                                                          | Slovenia under 19                                                              | Qual. Europeo under 19 2020                                                    | -                                                                              | 80’                                                                            |
| 8-10-2019                                                                      | Siena                                                                          | Russia under 19                                                                | 1 – 0                                                                          | Italia under 19                                                                | Qual. Europeo under 19 2020                                                    | -                                                                              | 79’                                                                            |
| Totale                                                                         |                                                                                | Presenze                                                                       | 3                                                                              |                                                                                | Reti                                                                           | 0                                                                              |                                                                                |

| Cronologia completa delle presenze e delle reti in nazionale ― Italia under 17 | Cronologia completa delle presenze e delle reti in nazionale ― Italia under 17 | Cronologia completa delle presenze e delle reti in nazionale ― Italia under 17 | Cronologia completa delle presenze e delle reti in nazionale ― Italia under 17 | Cronologia completa delle presenze e delle reti in nazionale ― Italia under 17 | Cronologia completa delle presenze e delle reti in nazionale ― Italia under 17 | Cronologia completa delle presenze e delle reti in nazionale ― Italia under 17 | Cronologia completa delle presenze e delle reti in nazionale ― Italia under 17 |
| Data                                                                           | Città                                                                          | In casa                                                                        | Risultato                                                                      | Ospiti                                                                         | Competizione                                                                   | Reti                                                                           | Note                                                                           |
| ------------------------------------------------------------------------------ | ------------------------------------------------------------------------------ | ------------------------------------------------------------------------------ | ------------------------------------------------------------------------------ | ------------------------------------------------------------------------------ | ------------------------------------------------------------------------------ | ------------------------------------------------------------------------------ | ------------------------------------------------------------------------------ |
| 24-3-2019                                                                      | Agliana                                                                        | Italia under 17                                                                | 2 – 0                                                                          | Slovenia under 17                                                              | Qual. Europeo under 17 2019                                                    | -                                                                              | 15’                                                                            |
| 27-3-2019                                                                      | Pistoia                                                                        | Italia under 17                                                                | 0 – 5                                                                          | Danimarca under 17                                                             | Qual. Europeo under 17 2019                                                    | -                                                                              |                                                                                |
| Totale                                                                         |                                                                                | Presenze                                                                       | 2                                                                              |                                                                                | Reti                                                                           | 0                                                                              |                                                                                |